# Frida Kahlo (film 1982)
Frida Kahlo è un documentario del 1982 basato sulla vita della pittrice messicana Frida Kahlo.